# Jordy Alcívar
Jordy José Alcívar Macías (ur. 5 sierpnia 1999 w Mancie) – ekwadorski piłkarz występujący na pozycji defensywnego pomocnika, reprezentant Ekwadoru, od 2025 roku zawodnik Independiente del Valle.